# Fourier-analízis
A Fourier-sorok vizsgálata nagyban hozzájárult az analízis fejlődéséhez. W. R. Wade amerikai professzor egy magyar nyelven megjelent nyilatkozatában a következőt mondta a Fourier-analízissel kapcsolatban: „A klasszikus harmonikus analízis, a Fourier-analízis gyökerei mélyre nyúlnak. Mondhatnám, Isten volt az első, aki Fourier-analízist művelt, amikor fülünkbe beépített egy Fourier-analizátort. Ugyanis már a gyermek is képes arra, hogy különbséget tegyen például a hegedű és a harsona hangja között. Annak ellenére, hogy a hangjegyek, amelyekkel a dallamot leírjuk, ugyanazok. Mi akkor a különbség a két hang között? Az, hogy amikor megszólaltatunk egy hangot, az sosem csupán tiszta hang, hanem több felhangból álló együttes. Kissé általánosabban fogalmazva: minden függvényben, ami egy hangzásnak megfelel, sok rejtett információ van, amit észlelni kell, s fülünk észlelni is tudja.”

## A kezdetek
Már a differenciál- és integrálszámítás XVII. századi kialakulásában is döntő szerepet játszottak bizonyos fizikai problémák. A fizika kulcsszerepe az analízis további fejlődésében is megmaradt. A XVIII. században és a XIX. század elején a fizika több olyan problémát is felvetett, amelyek elősegítették új matematikai elméletek megalkotását. A Fourier-sorok elméletének kialakulásában is két fizikai probléma játszott főszerepet: a rezgő húr problémája, és a hővezetés egyenlete.

## A rezgő húr problémája
A 18. században vita folyt az akkori kor három vezető matematikusa d'Alembert, Bernoulli és Euler között egy mechanikai probléma, a két végpontjában rögzített, kifeszített rugalmas húr rezgésének matematikai leírásáról. Meg is született a probléma egy mai szemmel nézve is korrekt megoldása, de ez nem vált széles körben elfogadottá.

Tegyük fel, hogy a számegyenes 0 és L pontjai között ki van feszítve egy húr. A kérdés az, hogyan írhatjuk le a rezgésbe hozott húr mozgását. Taylor már 1715-ben felfedezte azt a mozgásegyenletet, amelyet a húrnak ki kell elégítenie. Feltesszük, hogy a húr minden részecskéje csak kicsiny függőleges irányú elmozdulást végez. Newton törvénye szerint egy részecske gyorsulása arányos a rá ható erővel. A részecskére ható erő onnan származik, hogy a húr "ki akar egyenesedni", ezért a görbületével arányos erőt fejt ki a részecskére. A húr görbülete az érintő meredekségének változása, vagyis a húr alakját megadó függvény második deriváltja. A húr mozgását {\displaystyle c(t)\cdot f(x)} függvény írja le abban az értelemben, hogy a t időpontban a húr alakját az {\displaystyle x\rightarrow c(t)\cdot f(x)} (ahol x eleme a [0,L] intervallumnak) függvény grafikonja adja meg. Ekkor (x,0) pont fölötti részecske gyorsulása {\displaystyle c''(t)\cdot f(x)}, míg a húr görbülete {\displaystyle c(t)\cdot f''(x)}. Így a fenti gondolatmenet szerint 

ahol ρ≠0 konstans.
Mivel a húr végpontjai rögzítve vannak, ezért {\displaystyle c(t)\cdot f(0)=c(t)\cdot f(L)=0} minden t-re. 
Feltehetjük, hogy c nem azonosan 0. Így {\displaystyle \quad f(0)=f(L)=0\quad }.
Rögzítsünk egy olyan t-t,amelyre c(t)≠0. Ekkor a fent leírtak alapján f kielégíti az {\displaystyle f''(x)=b\cdot f(x)} differenciálegyenletet, minden x∈[0,L]-re, ahol {\displaystyle b={\frac {c''(t)}{\rho \cdot c(t)}}}. Ha b=0, akkor f lineáris, tehát a kezdeti feltétel alapján f azonosan 0. Ezt az esetet (ami annak felel meg, hogy a húr nyugalomban van) tehát kizárhatjuk. Ha b>0,b=a2, akkor az egyenletet kielégítő f függvény a következő alakba írható:{\displaystyle f(x)=\alpha \cdot e^{ax}+\beta \cdot e^{-ax}}. Ez a megoldás a kezdeti feltételt csak az {\displaystyle \alpha =\beta =0} esetben elégíti ki, tehát szintén kizárhatjuk. Így szükségképpen b<0,b=-a2. Ekkor az egyenletet kielégítő f függvény a következő alakba írható: {\displaystyle f(x)=\alpha \cdot \sin(ax)+\beta \cdot \cos(ax)} Mivel f(0)=0, ezért {\displaystyle \beta =0}, tehát f(L)=0 alapján {\displaystyle aL=n\pi \quad n\in \mathbb {Z} }. Azt kaptuk tehát, hogy ha a húr mozgását egy {\displaystyle c(t)\cdot f(x)} alakú kifejezés írja le, akkor {\displaystyle f(x)=\sin {\frac {n\pi }{L}}x} és c(t) kielégíti a {\displaystyle c''(t)=(-\rho a^{2})\cdot c(t)} differenciálegyenletet. Taylor felvetette,hogy {\displaystyle c(t)\cdot \sin {\frac {n\pi }{L}}x} alakú megoldások a megszólaló hang n-edik felhangjának felelnek meg (vagyis n=1 esetén az alaphangnak, n=2 esetén az oktávnak stb.).
1747-ben d'Alembert felfedezte,hogy ha φ egy 2L szerint periodikus függvény, akkor a φ(at+x)-φ(at-x) függvény az x=0 és x=L pontokban nulla, továbbá szintén kielégíti a Taylor által megadott mozgásegyenletet abban az értelemben, hogy a t szerinti második deriváltja egyenlő az x szerinti második derivált konstansszorosával. Ebből d'Alembert arra következtetett, hogy φ(at+x)-φ(at-x) kifejezések írják le a rezgő húr mozgását, ahol φ tetszőleges 2L szerint periodikus függvény.
1753-ban Daniel Bernoulli Taylor gondolatmenetét folytatva, valamint abból a fizikai tényből kiindulva, hogy tetszőleges hang a felhangjaiból tevődik össze, amellett érvelt, hogy a rezgő húr mozgását a {\displaystyle \sum _{n=0}^{\infty }c_{n}(t)\sin {\frac {n\pi }{L}}x} alakú kifejezések írják le alkalmas {\displaystyle c_{n}(t)} együtthatófüggvényekkel. Ezt az állítást azonban d'Alembert nem fogadta el, mondván, hogy ebből az ő megoldása alapján az következne, hogy minden periodikus függvényt előállíthatnánk trigonometrikus összegként, ami nyilván lehetetlen. A vitába a kor számos matematikusa (így Euler és Lagrange) is bekapcsolódott.

## A hővezetés egyenlete
Nem törődve a kor kételyeivel Joseph Fourier francia matematikus az 1800-as évek elején igen sikeresen alkalmazta a három matematikus által kidolgozott, illetve vitatott módszert a hő terjedésének matematikai leírására.
1822-ben jelent meg Fourier könyve, amelyben a következő kérdést vizsgálta.
Adott egy homogén rúd, amely a környezetétől el van szigetelve, tehát a hő csak a rúdban áramlik; a rúd és a környezete között nem. A kérdés az, hogyan írhatjuk le a rúd belsejében zajló hőmérséklet-változást. Egy test által tárolt hőmennyiség a test tömegétől és hőmérsékletétől függ: minél nagyobb a hőmérséklet, annál nagyobb a hőmennyiség. Pontosabban, a hőmennyiség arányos a tömeggel és a hőmérséklettel, vagyis egy m tömegű test hőmennyisége {\displaystyle \alpha \cdot m\cdot T}, ahol {\displaystyle \alpha } egy konstans és T a hőmérséklet.
Fourier problémájára visszatérve, a rúd homogenitása azt jelenti, hogy a rúd bármely [a,b] szakaszának a tömege {\displaystyle \gamma \cdot (b-a)}, ahol {\displaystyle \gamma } egy konstans. Így az [a,b] szakasz hőmennyisége {\displaystyle \delta \cdot (b-a)\cdot T}, ahol {\displaystyle \delta =\alpha \cdot \gamma }. Ha a szakasz mentén a hőmérséklet változik (az x pontban a hőmérséklet T(x)), akkor belátható, hogy az [a,b] szakasz hőmennyisége {\displaystyle \int _{a}^{b}\delta \cdot T(x)\mathrm {d} x}.

Az egyszerűség kedvéért tegyük fel, hogy a rúd hőmérsékletét a {\displaystyle c(t)\cdot f(x)} függvény írja le abban az értelemben, hogy a t időpontban a rúd x pontjában a hőmérséklet {\displaystyle c(t)\cdot f(x)}. Ekkor egy t időpontban az [a,b] szakasz hőmennyisége 

Az [a,b] szakasz hőmennyisége azért változik, mert a szakasz a végpontokban hőt ad le vagy hőt vesz fel. Fourier feltételezte (helyesen), hogy a b pontbeli hőáramlás sebessége arányos a hőmérséklet b pontbeli deriváltjával, tehát itt a hőáramlás sebessége {\displaystyle \kappa \cdot c(t)\cdot f'(b)}, ahol {\displaystyle \kappa } egy pozitív konstans. Az a végpontban a hőáramlás ellentétes, így itt a sebesség {\displaystyle -\kappa \cdot c(t)\cdot f'(a)}. Végül is azt kaptuk tehát, hogy a H hőmennyiség változásának sebessége {\displaystyle \kappa \cdot c(t)\cdot f'(b)-\kappa \cdot c(t)\cdot f'(a)}, azaz 

 Itt b-a-val leosztva, majd b-vel a-hoz tartva azt kapjuk, hogy {\displaystyle \delta \cdot c'(t)\cdot f(a)=\kappa \cdot c(t)\cdot f''(a)}. Ez minden a-ra igaz, tehát 
 minden x-re, ahol {\displaystyle \rho >0} konstans.
Most Fourier-t követve tegyünk egy további egyszerűsítést: tegyük fel, hogy a rúd végpontjaiban a hőmérséklet 0 fok. (Ezt úgy kell elképzelnünk, hogy a rúd végpontjai egy nagy, 0 fokos tartályhoz csatlakoznak, amely a végpontokban fenntartja az állandó 0 fokos hőmérsékletet.) Ha a rúd hossza L, akkor az azt jelenti, hogy {\displaystyle c(t)\cdot f(0)=c(t)\cdot f(L)=0} minden t-re. Feltehetjük, hogy c nem azonosan nulla, így 

Ezt az egyenletet a rezgő húr problémájánál látott módszerrel oldhatjuk meg. Rögzítsünk egy olyan t-t, amelyre {\displaystyle c(t)\neq 0}. Ekkor az előbb kapott egyenlet alapján f kielégíti az {\displaystyle f''(x)=b\cdot f(x)} differenciálegyenletet minden {\displaystyle x\in [0,L]} -re, ahol {\displaystyle b={\frac {c'(t)}{\rho \cdot c(t)}}}. Ha {\displaystyle b=0}, akkor f lineáris, tehát a kezdeti feltételek alapján azonosan 0. Ezt az esetet (ami annak felel meg, hogy a rúd hőmérséklete folyamatosan azonosan 0) kizárhatjuk. Ha {\displaystyle b>0} és {\displaystyle b=a^{2}}, akkor a differenciálegyenlet megoldása: {\displaystyle f(x)=\alpha \cdot e^{ax}+\beta \cdot e^{-ax}}. Ez a megoldás a kezdeti feltételt csak a {\displaystyle \alpha =\beta =0} esetben elégíti ki, tehát szintén kizárhatjuk. Így szükségképpen {\displaystyle b<0} és {\displaystyle b=-a^{2}}. Ekkor a differenciálegyenlet megoldása a következő: 
 Mivel {\displaystyle f(0)=0}, ezért {\displaystyle \beta =0}, tehát {\displaystyle f(0)=L} alapján {\displaystyle \quad aL=n\pi \quad }, ahol n egész szám. Azt kaptuk tehát, hogy ha a rúd hőmérsékletét egy {\displaystyle c(t)\cdot f(x)} alakú kifejezés írja le, 
Ebből a gondolatmenetből kiindulva Fourier arra következtetett, hogy a rúd hőmérsékletét általános esetben {\displaystyle \sum _{n=1}^{\infty }c_{n}(t)\sin {\frac {n\pi }{L}}x} alakú függvények írják le, éppúgy mint a rezgő húr problémájának esetében. Ezért Fourier Bernoulli véleményét osztva azt állította, hogy minden {\displaystyle 2\pi } szerint periodikus függvény előállítható {\displaystyle \sum _{n=0}^{\infty }(a_{n}\cos nx+b_{n}\sin nx)} alakban.

## A történelmi kezdetek
A trigonometrikus sorokkal kapcsolatos vitában, melyet a matematikatörténet leghíresebb és legnagyobb horderejű polémiájaként tartunk számon, sok minden keveredett. Mindenekelőtt tisztázatlan volt a függvény fogalma. Fourier műveiben tetten érhető, hogy milyen hatalmas gondolati nehézséget jelentett a függvénytől mint formulától eljutni a függvényhez mint hozzárendeléshez. Fourier egy helyen ezt írja: „Figyelemre méltó, hogy olyan görbék és felületek ordinátáit is ki tudjuk fejezni konvergens sorok segítségével, amelyek nincsenek folytonos szabálynak alávetve.” Másutt így fogalmaz: „Egy függvény egészen tetszőleges lehet, azaz adott értékek olyan egymásutánja, melyek az x értékeinek felelnek meg és nem feltétlenül vannak alávetve egy közös szabálynak... Az f(x) függvény az ordináta értékeinek egymásutánját jelenti, amely értékek mindegyike tetszőleges... Ezek bármilyen módon követhetik egymást, és mindegyik úgy van megadva, mintha különálló mennyiségek volnának.”
Mégis, egyéb részletekből és a bizonyításokból (amelyek általában nélkülöznek minden precizitást) világosan kiderül, hogy a Fourier által elképzelhető legáltalánosabb függvények nem egy, hanem több képlet által vannak definiálva néhány egymáshoz csatlakozó intervallumon. Tehát csak annyit jelent, hogy az értékek nincsenek alávetve egy közös szabálynak.

A másik tisztázatlan fogalom a folytonosság volt. Euler azokat a függvényeket nevezte folytonosnak, amelyek „analitikus képlettel” vannak megadva. Azokat a függvényeket pedig, amelyek grafikonját „szabadon mozgó kézzel” felrajzolhatunk, összefüggőnek nevezte. Végül Cauchy tisztázta a folytonosság (mai értelemben vett) fogalmát. Viszont Cauchy úgy vélte (be is bizonyította, de ma már tudjuk, hogy hibásan), hogy folytonos függvények végtelen összege is szükségképpen folytonos. Ez további komplikációt jelentett, mert többen felfedezték, hogy a 
 trigonometrikus sor összege a ( 0,{\displaystyle \pi } ) intervallumban a konstans {\displaystyle \pi }\4 függvény, a ({\displaystyle \pi ,2\pi }) intervallumban pedig a konstans -{\displaystyle \pi }\4 függvény. Fourier ezen úgy próbált segíteni, hogy azt mondta: ennek a függvénynek a grafikonja k{\displaystyle \pi } pontokban függőleges szakaszokat tartalmaz, tehát a függvény mégis folytonos. Végül Dirichlet volt az, aki tiszta vizet öntött a pohárba. 1829-ben írt korszakalkotó dolgozatában egyrészt bevezette a függvény (= hozzárendelés) mai fogalmát, és ezt az immár Dirichlet nevét viselő függvénnyel illusztrálta, másrészt precízen bebizonyította a Fourier-sorok első konvergenciatételeit. A Fourier-sorok matematika elmélete valójában tehát Dirichlet-vel kezdődik.
Végső soron a halmazelmélet is a Fourier-soroknak köszönheti a létét. Amikor Cantor 1870-ben bebizonyította, hogy minden függvény legfeljebb egyféleképpen állítható elő trigonometrikus sor összegeként, akkor azon kezdett gondolkozni, hogy mi mondható abban az esetben, amikor az előállítás csak a bizonyos pontok kivételével igaz. Ezeknek a kivételes halmazoknak a vizsgálata vezette el Cantort a rendszámok, a megszámlálható halmazok és végül a halmazelmélet felfedezéséhez.

## Fourier-analízis és Fourier-szintézis további alakulása
Egy adott f függvényt bizonyos értelemben jellemzik a Fourier-együtthatói. Ennek alapján lehetőség van arra, hogy az általában bonyolultabb f függvényt (időben változó jelet) egy sok vonatkozásban egyszerűbb számsorozattal adjunk meg. Ezt a műveletet Fourier-analízisnek nevezzük: áttérünk az időtartományból a frekvenciatartományba. A fordított eljárást – amikor
az együtthatókból rekonstruáljuk a függvényt – Fourier-szintézisnek nevezzük.
Mint az az előző részből is látható, a matematikusok rengeteg átgondolni valót kaptak a Fourier-analízissel, és -szintézissel kapcsolatban. Akadtak évtizedekig nyitott kérdések, elméleti problémák; gyakorlati alkalmazásokban is fontos szerepet játszó módszerek, technikák születtek. Ebben a szakaszban összefoglaljuk a Fourier-analízis elmélete történetének fontosabb alakjait, kérdéseit és válaszait.
A Fourier-szintézissel kapcsolatban már a kezdet kezdetén is számos kérdés vetődött fel, s ezek jelentős mértékben megszabták az elméleti kutatások irányát. Ahogy már fent is említettük, Dirichlet 1829-ben bebizonyította, hogy szakaszonként monoton függvények trigonometrikus Fourier-sora előállítja a függvényt. Ezzel igazolást nyert, hogy egy fontos függvényosztály elemei rekonstruálhatók Fourier-együtthatóikból, ha a végtelen sor összegét a szokásos módon (a részletösszegek sorozatának határértékeként) definiáljuk. Ugyanakkor egy másik fontos függvényosztály elemeire, a folytonos függvényekre ez általában már nem mondható el. Du Bois-Reymond 1876-ban olyan folytonos függvényt konstruált, amelynek Fourier-sora egy pontban divergens. Kolmogorov 1926-ban megmutatta, hogy létezik olyan integrálható függvény, amelynek Fourier-sora mindenütt divergens. Folytonos függvényekkel kapcsolatban korábban több olyan konstrukció is született, ahol a Fourier-sor divergenciahalmaza végtelen sok pontból áll, de a halmaz mértéke minden esetben nulla.
Ezekből a tapasztalatokból kiindulva Luzin, az orosz függvénytani iskola megteremtője 1906-ban, doktori disszertációjában megfogalmazta híres sejtését: folytonos függvények esetén a trigonometrikus Fourier-sor legfeljebb egy nullmértékű halmaz pontjait kivéve előállítja a függvényt. Számos matematikus sok gyümölcsöző kutatása után végül 1966-ban Carleson svéd matematikus bebizonyította a Luzin-féle sejtést.
A Fourier-szintézissel kapcsolatos nehézségek áthidalására már a század elején több, később alapvetőnek bizonyult eljárást vezettek be, amelyek azóta az analízis egy-egy önálló ágává váltak. Ezek közül a következő három irány kidolgozásában a magyar matematikusoknak döntő szerepük volt. Az első Pécs város világhírű szülöttjének, Fejér Lipótnak a munkásságával indult el, aki bebizonyította, hogy a Fourier-sor részletösszegei helyett azok számtani közepeit véve egy a kifejtett függvényhez konvergáló sorozatot kapunk. Ez számos közelítő eljárás alapjául szolgált, melyek vizsgálata az approximációelmélet, az analízis egy napjainkban is fejlődő ágának témakörébe tartozik. A második Riesz Frigyes működésével, az ennek nyomán kialakuló funkcionálanalízissel kapcsolatos. A harmadik egy Haar Alfréd által bevezetett ortogonális rendszerrel függ össze, amely a napjainkban kiteljesedő és széles körben felhasználásra kerülő wavelet sorfejtéseknek a kiindulópontja.
A trigonometrikus Fourier-együtthatók elegáns kiszámítását az a felismerés tette lehetővé, hogy a trigonometrikus rendszer bármely két különböző tagjának szorzatintegrálja nulla. Ha két függvény szorzatának integrálját a két függvény skaláris szorzatának tekintjük, akkor az imént említett tulajdonság azt jelenti, hogy ezek a függvények páronként merőlegesek (ortogonálisak) egymásra, ortogonális rendszert alkotnak. A függvény Fourier-sora pedig felfogható ezen végtelen dimenziós koordináta-rendszerben való felírásának. Ezen szemléletből kiindulva kezdték el vizsgálni a skaláris szorzattal ellátott vektortereket, s ezek fontos osztályát David Hilbert német matematikusról nevezték el. Minden ilyen térben tetszőleges lineárisan független rendszerből kiindulva egységvektorokból álló derékszögű koordináta-rendszert szerkeszthetünk. Kitüntetett szerepet játszanak a teljes rendszerek. Riesz Frigyes és Fischer 1907-ben egymástól függetlenül megmutatták, hogy minden vektor rekonstruálható bármely teljes rendszer szerinti Fourier-sorából, ha a tér normájában vett konvergenciát vesszük alapul. Ezek az eredmények is hozzájárultak a matematika egy új fejezetének, a funkcionálanalízisnek a kialakulásához. Fontos vizsgálatokat folytattak a különböző térstruktúrákkal, bázisokkal kapcsolatban is.
Hilbert a trigonometrikus rendszer szerinti Fourier-szintézis problémáival összefüggésben feltette a kérdést, hogy egyáltalán létezik-e olyan teljes ortogonális rendszer, mely szerinti Fourier-sorfejtés minden folytonos függvény esetében konvergens. Haar Alfréd 1910-ben igenlő választ adott erre a kérdésre. Az általa konstruált rendszerről csak jóval később derült ki, hogy milyen kitüntetett szerepe van az ortogonális rendszerek között. A Haar-rendszert véve mintául az 1980-as évektől kezdve többen is konstruáltak a jelfeldolgozásban fontos szerepet játszó ortogonális rendszereket. Ebben a témakörben nélkülözhetetlen ötletek fűződnek Ingrid Daubechies és Gábor Dénes nevéhez is.